# Adrianus Johannes Zwart

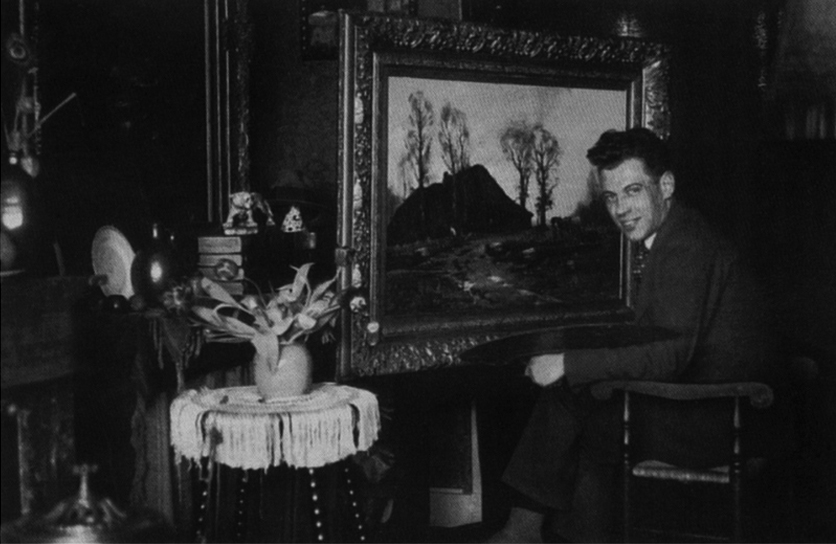
Arie Zwart in zijn atelier

Adrianus Johannes (Arie) Zwart (Rijswijk, 30 augustus 1903 - Laren, 27 augustus 1981) was een Nederlands kunstschilder, die schilderde in de stijl van de Haagse School.
Hij schilderde veel landschappen en stillevens. Adriaan Zwart was zeer veelzijdig. Alhoewel zijn eerste werk een wat donkere toon kende, was zijn verdere werk licht en veelal fleurig van toon. Hij was een productief schilder.
Hij heeft in een woonwagen gewoond. Hij kreeg 3 kinderen. Later woonde Zwart in woonboot De Trekschuit waarmee hij telkens een andere ligplaats nam om in die buurt te schilderen. Hij reisde veel naar onder andere Spanje en Frankrijk om ook daar te schilderen. In de oorlogsjaren woonde hij met zijn gezin bij Meppel. Later woonde hij in Alkmaar, Voorburg en Woerden.
In 1974 is hij met vrouw in het Rosa Spier Huis (Laren) gaan wonen. Hij stierf daar in 1981.

## Tentoonstellingen
- 1939 Kunstzalen Gebroeders Koch, Rotterdam
- 1940 Kunsthandel Van Deventer, Den Haag
- 1941 Kunstzaal Gebroeders Kohc, Den Haag
- 1942 Kunstzaal Kok, Zwolle
- 1942 Kunsthandel 't Schildershuys, Amsterdam
- 1946 Gebroeders Koch, Den Haag
- 1955 Panorama Mesdag, Den Haag
- 1961 Kunstzaal Dame, Den Haag
- 1963 Gemeentemuseum Woerden, Woerden
- 1963 Kunstzaal Polder, Den Haag
- 2005 Stedelijk museum te Zwolle

## Galerij

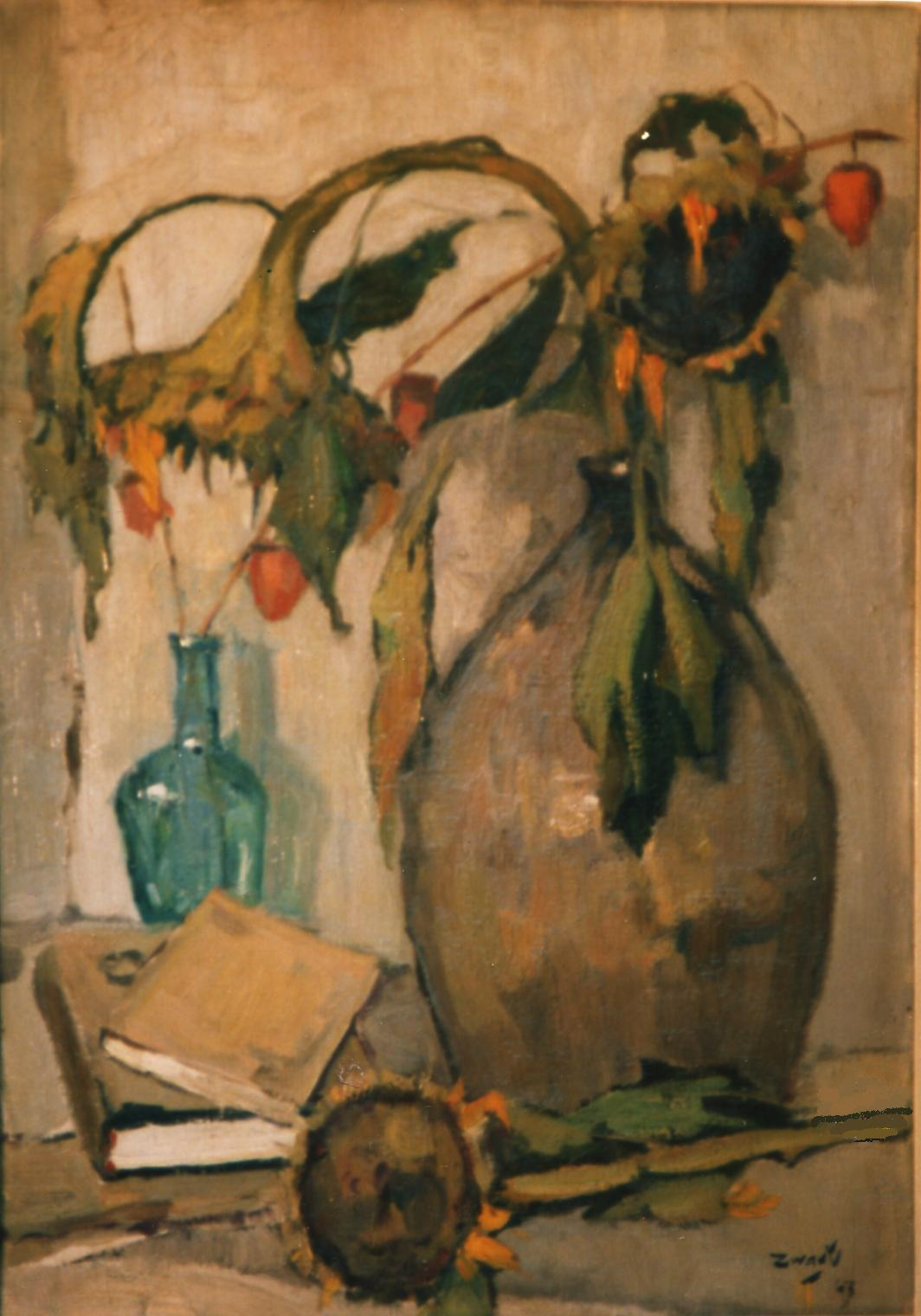
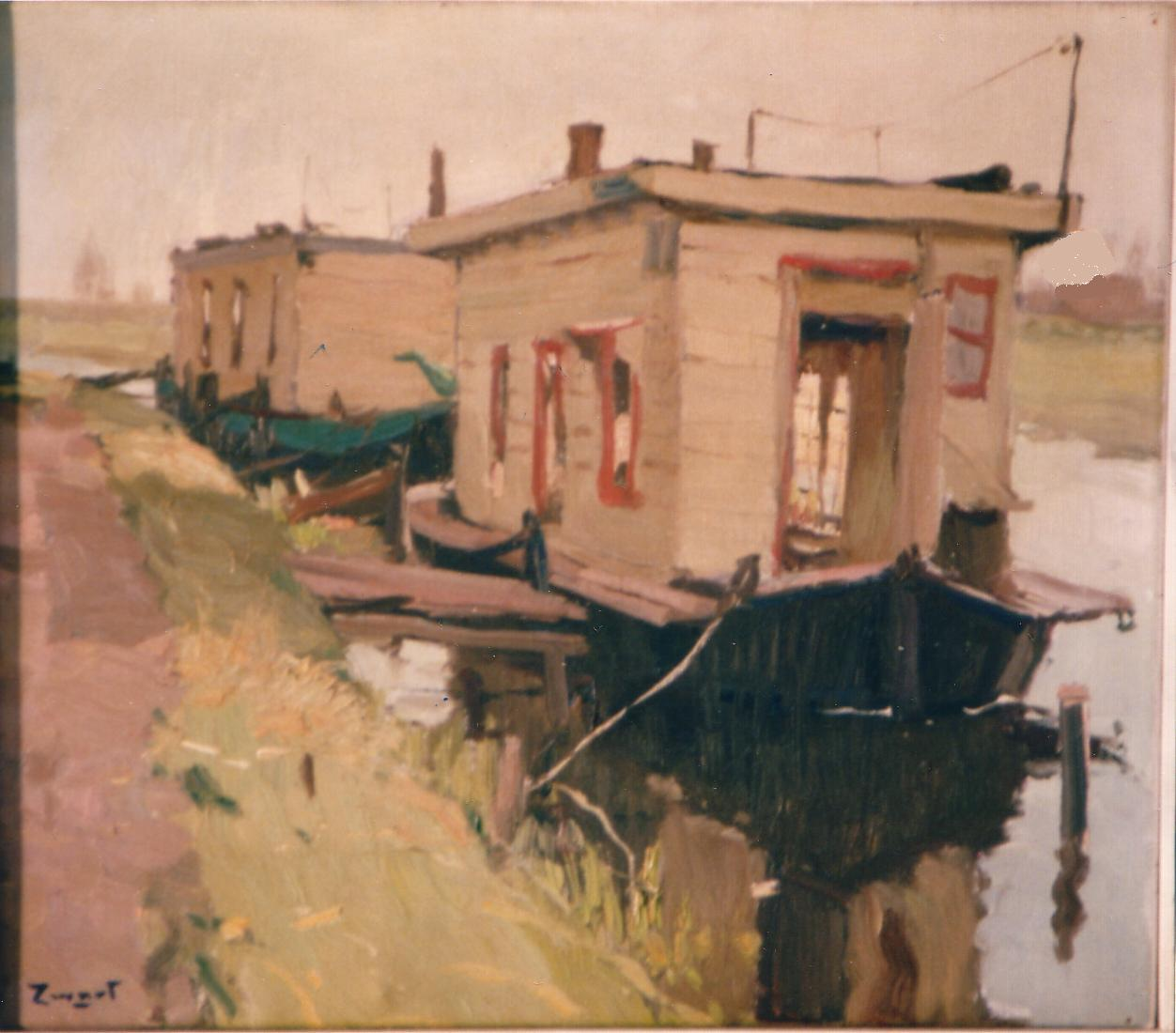
Woonboten